# Krajinski park Šturmovci
Krajinski park Šturmovci leži v bližini Ptuja ob Ptujskem Jezeru. To je ostanek obrečne pokrajine, ki je od leta 1979 zavarovan kot krajinski park. Obsega skromnih 125 ha in je pribežališče živali in rastlin, od katerih so mnoge na rdečem seznamu redkih in ogroženih vrst.
Ime Šturmovci ali Šturmovec izvira iz nemščine Sturmau (der Sturm - vihar, die Aue - loka).

## Obseg parka
Na severozahodni strani ga omejuje Ptujsko jezero, na južni strani obronki Haloz in na vzhodu sotočje Drave in Dravinje. To je široko poplavno območje in je učinkovit zadrževalnik visokih voda.

## Rečna loka
Prva naravna vrednota krajinskega parka Šturmovci je rečna loka. To je samo še ostanek nekoč obsežnih lok ob Dravi med Mariborom in Ormožem. Loka je široko poplavno območje vzdolž reke. V najglobljih predelih rastejo bele vrbe, ki so lahko poplavljene večji del leta. Na višjih in bolj suhih legah vrbe izginjajo, nadomeščajo pa jih topoli, jeseni, bresti, hrasti in drugi, ki so lahko v vodi do tri mesece v letu. Življenjski ritem v loki krojijo povodnji - voda odnaša, prelaga prodišča, peščene sipine in tla z drevjem vred.

## Šturmovski Veliki les
Na tako majhnem prostoru se je izoblikovala edinstvena pokrajina v Sloveniji. To so lepi ravni travniki z redkim gozdom listavcev. Listavci so zelo redki posejani in pokrajina tukaj spominja na negovane grajske parke. Do sredine maja, še pred košnjo tukaj cvetijo divje orhideje. Tukaj raste botanična znamenitost Šturmovcev - divja orhideja - čebelje mačje uho.

## Hajdinska Studenčnica
Hajdinska Studenčnica je vedno bistra, tudi po deževju, saj izvira neposredno iz podtalnice. Rastlinstvo je tukaj zaradi vode še posebej bujno. Najbolj pa izstopa po svoji lepoti močvirska perunika. Povečini raste naravnost iz vode.

## Ptice
Park je pomemben del območja Natura 2000 in je vpisan v seznam ornitološko pomembnih območij - IBAE. Ornitologi so tu zabeležili  234 vrst ptic, od katerih jih 87 vrst stalno gnezdi, nekatere pa občasno.